# Wereldkampioenschap voetbal 1982 (Groep F) Schotland - Nieuw-Zeeland
Het groepsduel tussen Schotland en Nieuw-Zeeland was voor beide landen de eerste wedstrijd bij het WK voetbal 1982 in Spanje, en werd gespeeld op dinsdag 15 juni 1982 (aanvangstijdstip 21:00 uur lokale tijd) in het Estadio La Rosaleda in Malaga. Het was de eerste ontmoeting ooit tussen beide landen.
Het duel, bijgewoond door 36.000 toeschouwers, stond onder leiding van scheidsrechter David Socha uit de Verenigde Staten, die werd geassisteerd door lijnrechters Yusef Mohamed El Ghoul (Libië) en Thomson Tam Sun Han (Hongkong).

## Wedstrijdgegevens
| Schotland | 5 – 2        | Nieuw-Zeeland |
| Kenny Dalglish 18' John Wark 30' John Wark 33' John Robertson 73' Steve Archibald 79'                                                                  | goals        | 54' Steve Sumner 65' Steve Wooddin |
| Jock Stein | bondscoach   | John Adshead |
| |              | |
| Alan Rough Danny McGrain Frank Gray Graeme Souness Alan Hansen Gordon Strachan 83' Kenny Dalglish Alan Brazil 53' John Wark John Robertson Allan Evans | opstellingen | Frank VAN Hattum Robert Almond 66' Wynton Rufer Steve Wooddin Steve Sumner Sam Malcolmson 77' Keith McKay Kenny Cresswell Adrian Elrick John Hill Allan Boath |
| 83' David Narey 53' Steve Archibald | wissels      | 66' Ricki Herbert 77' Duncan Cole |
| |              | |
| | gele kaarten | |
| | rode kaarten | |

## Overzicht van wedstrijden
| Eerste ronde | | |
| Groep A | Groep B | Groep C |
| Italië – Polen Kameroen – Peru Italië – Peru Kameroen – Polen Polen – Peru Italië – Kameroen                                                       | West-Duitsland – Algerije Chili – Oostenrijk West-Duitsland – Chili Oostenrijk – Algerije Algerije – Chili West-Duitsland – Oostenrijk    | Argentinië – België Hongarije – El Salvador Argentinië – Hongarije België – El Salvador België – Hongarije Argentinië – El Salvador                |
| Groep D | Groep E | Groep F |
| Engeland – Frankrijk Tsjecho-Slowakije – Koeweit Engeland – Tsjecho-Slowakije Frankrijk – Koeweit Frankrijk – Tsjecho-Slowakije Engeland – Koeweit | Spanje – Honduras Joegoslavië – Noord-Ierland Spanje – Joegoslavië Honduras – Noord-Ierland Honduras – Joegoslavië Spanje – Noord-Ierland | Brazilië – Sovjet-Unie Schotland – Nieuw-Zeeland Brazilië – Schotland Sovjet-Unie – Nieuw-Zeeland Sovjet-Unie – Schotland Brazilië – Nieuw-Zeeland |

| Tweede ronde                                            |                                                                     |                                                             |                                                                             |
| Groep 1                                                 | Groep 2                                                             | Groep 3                                                     | Groep 4                                                                     |
| België – Polen België – Sovjet-Unie Polen – Sovjet-Unie | Engeland – West-Duitsland West-Duitsland – Spanje Engeland – Spanje | Italië – Argentinië Brazilië – Argentinië Italië – Brazilië | Frankrijk – Oostenrijk Oostenrijk – Noord-Ierland Noord-Ierland – Frankrijk |
| Halve finales                                           |                                                                     |                                                             |                                                                             |
| Polen – Italië                                          | Polen – Italië                                                      | West-Duitsland – Frankrijk                                  | West-Duitsland – Frankrijk                                                  |
| Troostfinale                                            |                                                                     |                                                             |                                                                             |
| Frankrijk – Polen                                       |                                                                     |                                                             |                                                                             |
| Finale                                                  |                                                                     |                                                             |                                                                             |
| Italië – West-Duitsland                                 |                                                                     |                                                             |                                                                             |

NZF · A-internationals · Bondscoaches · Statistieken · N-Zeelands vrouwenelftal · Olympisch elftal · N-Zeeland U21 · N-Zeeland U20 · N-Zeeland U19 · N-Zeeland U18 · N-Zeeland U17
1920 – 1949 ·
1950 – 1959 ·
1960 – 1969 ·
1970 – 1979 ·
1980 – 1989 ·
1990 – 1999 ·
2000 – 2009 ·
2010 – 2019 ·
2020 − 2029
WK 1982 ·
WK 2010
OS 2008 ·
OS 2012 ·
OS 2020
1922 · 
1923 · 
1924 · 
1925–1926 ·
1927 · 
1928–1932 ·
1933 · 
1934–1935 ·
1936 · 
1937 · 
1938–1945 ·
1946 · 
1947 · 
1948 · 
1949–1950 ·
1951 · 
1952 · 
1953 ·
1954 · 
1955 · 
1956 ·
1957 · 
1958 · 
1959 · 
1960 · 
1961 · 
1962 · 
1963 ·
1964 · 
1965–1966 ·
1967 · 
1968 · 
1969 · 
1970 · 
1971 · 
1972 · 
1973 · 
1975 · 
1976 · 
1977 · 
1978 · 
1979 · 
1980 · 
1981 · 
1982 · 
1983 · 
1984 · 
1985 · 
1986 · 
1987 · 
1988 · 
1989 · 
1990 · 
1991 · 
1992 · 
1993 · 
1994 · 
1995 · 
1996 · 
1997 · 
1998 · 
1999 · 
2000 · 
2001 · 
2002 · 
2003 · 
2004 · 
2005 · 
2006 · 
2007 · 
2008 · 
2009 · 
2010 · 
2011 · 
2012 · 
2013 ·
2014 ·
2015 ·
2016 ·
2017 ·
2018 ·
2019 ·
2020 ·
2021 ·
2022 ·
2023 ·
2024
Australië ·
Bahrein ·
Botswana ·
Brazilië ·
Canada ·
Chili ·
China ·
Colombia ·
Congo-Kinshasa ·
Cookeilanden ·
Costa Rica ·
Curaçao ·
Duitsland ·
Egypte ·
El Salvador ·
Engeland ·
Estland ·
Fiji ·
Frankrijk ·
Gambia ·
Georgië ·
Ghana ·
Griekenland ·
Honduras ·
Hongarije ·
Ierland ·
India ·
Indonesië ·
Irak ·
Iran ·
Israël ·
Italië ·
Jamaica ·
Japan ·
Jordanië ·
Kenia ·
Koeweit ·
Libanon ·
Litouwen ·
Maleisië ·
Marokko ·
Mexico ·
Myanmar ·
Nieuw-Caledonië ·
Noord-Ierland ·
Noorwegen ·
Oezbekistan ·
Oman ·
Papoea-Nieuw-Guinea ·
Paraguay ·
Peru ·
Polen ·
Portugal ·
Qatar ·
Rusland ·
Salomonseilanden ·
Samoa ·
Saoedi-Arabië ·
Schotland ·
Servië ·
Singapore ·
Slovenië ·
Slowakije ·
Soedan ·
Sovjet-Unie ·
Spanje ·
Tahiti ·
Taiwan ·
Tanzania ·
Thailand ·
Trinidad en Tobago ·
Tunesië ·
Turkije ·
Uruguay ·
Vanuatu ·
Venezuela ·
Verenigde Arabische Emiraten ·
Verenigde Staten ·
Wales ·
Wit-Rusland ·
Zuid-Afrika ·
Zuid-Korea ·
Zuid-Vietnam ·
Zweden
Italië (2010) ·
Schotland (1982) · 
Slowakije (2010)
SFA · A-internationals · Selecties · Bondscoaches · Statistieken · Schots vrouwenelftal · Brits olympisch elftal · Schotland U21 · Schotland U20 · Schotland U19 · Schotland U18 · Schotland U17 · Schotland U16 · Vrouwen U17
1872 – 1899 ·
1900 – 1919 ·
1920 – 1929 ·
1930 – 1939 ·
1940 – 1949 ·
1950 – 1959 ·
1960 – 1969 ·
1970 – 1979 ·
1980 – 1989 ·
1990 – 1999 ·
2000 – 2009 ·
2010 – 2019 ·
2020 − 2029
EK's: 1992 ·
1996 ·
2020 ·
2024
WK's: 1954 ·
1958 ·
1974 ·
1978 ·
1982 ·
1986 ·
1990 ·
1998
1872 ·
1873 ·
1874 ·
1875 ·
1876 ·
1877 ·
1878 ·
1878 ·
1879 ·
1880 ·
1881 ·
1882 ·
1883 ·
1884 ·
1885 ·
1886 ·
1887 ·
1888 ·
1889 ·
1890 ·
1891 ·
1892 ·
1893 ·
1894 ·
1895 ·
1896 ·
1897 ·
1898 ·
1899 ·
1900 ·
1901 ·
1902 ·
1903 ·
1904 ·
1905 ·
1906 ·
1907 ·
1908 ·
1909 ·
1910 ·
1911 ·
1912 ·
1913 ·
1914 ·
1915–1919 ·
1920 ·
1921 ·
1922 ·
1923 ·
1924 ·
1925 ·
1926 ·
1927 ·
1928 ·
1929 ·
1930 ·
1931 ·
1932 ·
1933 ·
1934 ·
1935 ·
1936 ·
1937 ·
1938 ·
1939 ·
1940–1945 ·
1946 ·
1947 ·
1948 ·
1949 ·
1950 ·
1951 ·
1952 ·
1953 ·
1954 ·
1955 ·
1956 ·
1957 ·
1958 ·
1959 ·
1960 ·
1960 ·
1961 ·
1962 ·
1963 ·
1964 ·
1965 ·
1966 ·
1967 ·
1968 ·
1969 ·
1970 ·
1971 ·
1972 ·
1973 ·
1974 ·
1975 ·
1976 ·
1977 ·
1978 ·
1979 ·
1980 ·
1981 ·
1982 ·
1983 ·
1984 ·
1985 ·
1986 ·
1987 ·
1988 ·
1989 ·
1990 ·
1991 ·
1992 ·
1993 ·
1994 ·
1995 ·
1996 ·
1997 ·
1998 ·
1999 ·
2000 ·
2001 ·
2002 ·
2003 ·
2004 ·
2005 ·
2006 ·
2007 ·
2008 ·
2009 ·
2010 ·
2011 ·
2012 ·
2013 ·
2014 · 
2015 · 
2016 · 
2017 ·
2018 ·
2019 ·
2020 ·
2021 ·
2022
Albanië ·
Argentinië · 
Armenië ·
Australië ·
België ·
Bosnië en Herzegovina ·
Brazilië ·
Bulgarije ·
Canada ·
Chili ·
Colombia ·
Congo-Kinshasa ·
Costa Rica ·
Cyprus ·
DDR ·
Denemarken ·
Duitsland ·
Ecuador ·
Egypte ·
Engeland ·
Estland ·
Faeröer ·
Finland ·
Frankrijk ·
Georgië ·
Gibraltar · 
GOS ·
Griekenland ·
Hongarije ·
Ierland ·
IJsland ·
Iran ·
Israël ·
Italië ·
Japan ·
Joegoslavië ·
Kazachstan ·
Kroatië ·
Letland ·
Liechtenstein ·
Litouwen ·
Luxemburg ·
Malta ·
Marokko ·
Mexico ·
Moldavië ·
Nederland ·
Nieuw-Zeeland ·
Nigeria · 
Noord-Ierland ·
Noord-Macedonië ·
Noorwegen ·
Oekraïne ·
Oostenrijk ·
Paraguay ·
Peru ·
Polen ·
Portugal ·
Qatar ·
Roemenië ·
Rusland ·
San Marino ·
Saoedi-Arabië ·
Servië ·
Slovenië ·
Slowakije · 
Sovjet-Unie ·
Spanje ·
Trinidad en Tobago · 
Tsjechië ·
Tsjecho-Slowakije ·
Turkije · 
Uruguay ·
Verenigde Staten ·
Wales ·
Wit-Rusland ·
Zuid-Afrika ·
Zuid-Korea ·
Zweden ·
Zwitserland
Engeland (2021) · 
Kroatië (2021) · 
Nieuw-Zeeland (1982) · 
Tsjechië (2021)